# Don Ed Hardy
Pour les articles homonymes, voir Hardy.
Don Ed Hardy, né le 5 janvier 1945 à Costa Mesa, est un artiste américain.
Il est connu par son travail sur le tatouage et la marque Ed Hardy basée sur celui-ci.

## Biographie
Élève du San Francisco Art Institute et diplômé d'un baccalauréat en beaux-arts, il a travaillé auprès de l'artiste tatoueur Sailor Jerry. À son tour, il influence d'autres tatoueurs tels que Leo Zulueta.
Il a participé à l'adaptation du tatouage traditionnel japonais dans la culture américaine.